# ليزا ويغنر
ليزا ويغنر هي منتجة أفلام وممثلة كندية، ولدت في 1976 في تورونتو في كندا.

## وصلات خارجية
- ليزا ويغنر على موقع IMDb (الإنجليزية)